# Enigma a scomparsa

SVG interattivo di The Disappearing Bicyclist – nel [ file SVG,] sposta il puntatore per ruotare il disco

Un puzzle o enigma o rompicapo a scomparsa è un'illusione ottica meccanica composta da più pezzi che possono essere riorganizzati per mostrare diverse versioni di un'immagine raffigurante diversi oggetti, il cui numero dipende dalla disposizione dei pezzi.

## Storia

SVG interattivo di The Magic Egg Puzzle – nel [ file SVG,] sposta il puntatore per spostarne la metà superiore

Wemple & Company mise in vendita una carta pubblicitaria chiamata The Magic Egg Puzzle, (How Many Eggs?) in italiano "Il puzzle magico delle uova (Quante sono le uova?)", a New York nel 1880.  Tagliare la carta rettangolare lungo quattro linee oblique permetteva di riorganizzare i pezzi per mostrare 8, 9 o 10 uova. Da allora sono stati pubblicati molti altri enigmi simili.
Il giocatore di scacchi e matematico ricreativo Sam Loyd brevettò enigmi rotanti a scomparsa nel 1896 e pubblicò varie versioni denominate Get Off the Earth, Teddy and the Lion e The Disappearing Bicyclist (nella foto). Ognuno aveva un cartoncino circolare collegato a un fondale di cartone con uno spillo, libero di ruotare liberamente. In The Disappearing Bicyclist, quando il disco viene ruotato in modo tale che la freccia punti verso A, si possono contare 13 ragazzi, ma quando punta verso B, ci sono solo 12 ragazzi.

Rompicapo ruotante semplificato (colonna di sinistra) e scorrevole (colonna di destra) che mostra 2, 3 o 4 barre a seconda della posizione della parte mobile (in giallo)

Sono stati offerti premi da $5 a $ 100 per la migliore spiegazione di un'illusione. Sebbene i nomi dei vincitori siano stati pubblicati, le loro spiegazioni non lo sono state.

## Puzzle simili
Il puzzle del quadrato mancante è un'illusione ottica utilizzata nelle lezioni di matematica per aiutare gli studenti a ragionare sulle figure geometriche; ovvero insegnare loro a non ragionare sulla apparenza delle figure, ma ad usare solo le descrizioni testuali e gli assiomi della geometria. Raffigura due disposizioni di forme simili in configurazioni leggermente diverse: apparentemente due triangoli con gli stessi lati e composti dagli stessi pezzi. Una presenta però una parte mancante quadrata.

Entrambi i "triangoli totali" sono in una perfetta griglia 13×5; ed entrambi i "triangoli componenti", il blu in una griglia 5×2 e il rosso in una griglia 8×3
Il paradosso della scacchiera di Sam Loyd
Una variante del "paradosso" di Mitsunobu Matsuyama

Il paradosso della scacchiera di Sam Loyd mostra due disposizioni diverse di parti che formano un quadrato 8×8. Nella disposizione apparentemente più grande (il rettangolo 5×13 nell'immagine a destra), i bordi tra le figure occupano in totale una unità quadrata in più rispetto alle altre disposizioni degli spazi quadrati, creando l'illusione che le figure lì occupino più spazio di quelli nella figura quadrata originale.

## Paradosso della linea scomparsa
Il paradosso della linea scomparsa è un paradosso geometrico per cui una linea sembra scomparire nel nulla.
Si consideri l'immagine seguente:
Nella parte superiore sono tracciate dieci linee verticali. Si tagli il foglio secondo la linea tratteggiata e lo si ricomponga come nella figura inferiore. Ora le linee sono diventate nove.
Il paradosso è facilmente superabile constatando che la lunghezza della linea scomparsa si è suddivisa equamente tra le altre linee che sono ora più lunghe. È anche da notare che la prima e l'ultima linea del disegno superiore non vengono affatto tagliate.

### Varianti
Esistono molte varianti di questo paradosso, a volte rese più spettacolari grazie a rappresentazioni di oggetti che scompaiono.
Un simile trucco, applicato al contrario, è utilizzato per falsificare le banconote. Da dieci banconote è possibile ottenerne undici leggermente più corte. La ripetizione del numero di serie su due angoli estremi delle banconote ha la funzione di prevenire questo trucco. Occorre sempre verificare che i due numeri corrispondano, in particolare se la banconota è stata riparata con nastro adesivo.